# Taxila esther
Taxila esther är en fjärilsart som beskrevs av Doubleday 1847. Taxila esther ingår i släktet Taxila och familjen Riodinidae. Inga underarter finns listade i Catalogue of Life.